# Nəsimi (Sabirabad)
Nəsimi è un comune dell'Azerbaigian situato nel distretto di Sabirabad. Conta una popolazione di 702 abitanti.